# Sakio Bika
Sakio "The Scorpion" Bika (født 18. april 1979, i Douala i Cameroun), er en professionel bokser i supermellemvægt (76,2 kg) divisionen. Han er tidligere IBO supermellemvægt-verdensmester.

## Amatørkarriere
Som amatør var Bika medlem af 2000 Camaroon OL Team i vægtklassen letmellemvægt. Han tabte til Scott MacIntosh fra Canada. Bika fik ikke guldmedaljen, men han fandt en ny by, da Bika kæmpede uden for Sydney i Australien.

## Professionel karriere
Sakio benyttede lejligheden til at udfordre den tyske mester Markus Beyer for WBC Supermellemvægt VM-titel i Tyskland i maj 2005. Efter et utilsigtet hovedsammenstød i runde 4 afgjorde lægen, at Beyer var ude af stand til at fortsætte. Under WBC reglerne blev kampen erklæret som teknisk uafgjort. Sakio blev tildelt alle 4 runder på en dommerenes score-kort, og afslutningen af kampen blev anset for kontroversiel.
14. oktober 2006 udfordrede Bika Joe Calzaghe på MEN Arena i Manchester for IBF og WBO titlerne. Biko gik tiden ud i en hård kamp, men endte med at blive besejret enstemmigt med en bred margin.
Bika kæmpede efterfølgende mod ubesejrede Lucian Bute i Bell Centre, Montreal, QC, Canada. Bute vandt med enstemmighed i en kamp, som var en IBF supermellemvægt-titel-eliminator.
Han fik australsk statsborgerskab i 2006. Mens han tilholdssted er i  Sydney, Australien, er Sakio stolt af sit dobbelte statsborgerskab og hans status som en afrikansk-australier, specifikt  camerounsk australsk.
Han var en af de fremhævede boksere i 3. sæson af bokse reality tv-serien The Contender, som havde havde premiere 4. september 2007 på ESPN. Efter sejre mod Donny McCrary og i en omkamp med Sam Soliman (den eneste kæmper, der har besejret Bika udover Calzaghe, Bute og Andre Ward), fik Bika en plads i finalen mod Jaidon Codrington på TD Banknorth Garden i Boston 6. november.
Den 6. november 2007 slog Bika Jaidon Codrington ud i mesterskabskampen om at vinde The Contender 3. Kampen var vild, og begge boksere blev slået i gulvet i første runde. Kampen sluttede med at Bika vandt over Codrington i ottende runde med dommerens indgriben (TKO). Bika vandt $750.000 i præmiepenge.
Efter Codrington-kampen vendte Bika tilbage til ringen i Australien med en første rundes K.O. af argentineren Gustavo Javier Kapusi. Bika vandt kampen i slutningen af runden med et kropskud.
Bika vendte tilbage til ringen den 13. november 2008, i en kamp med den tidligere The Contender 1. kæmper Peter Manfredo Jr i Dunkin Donuts Center. Bika vandt på TKO i 3. runde. Med sejren blev Bika The International Boxing Organization supermellemvægtmester.
Det var planlagt at Sakio den 5. februar 2010 skulle kæmpe mod Allan Green. Vinderen af kampen mellem Sakio og Allan ville blive udnævnt som erstatning for Jermain Taylor i Super Six World Boxing Classic og dermed have en mulighed for WBC og WBA Supermellemvægt-titlerne, men kampen blev afblæst, og Green erstattede Taylor i turneringen.
Bika kæmpede mod Jean-Paul Mendy den 31. juli i Las Vegas, for en IBF # 1 spot og et skud på titlen. Bika tabte kampen via diskvalifikation i 1. runde efter han ramte Mendy efter et knockdown og mens Mendy stadig var på knæ.
Den 27. november boksede Bika mod WBA Super mesteren i supermellemvægt, Andre Ward med en stor sejr til Ward på sin hjemmebane i Oakland i Californien. Kampen var præget af meget infight og skaller fra begge sider, og det udviklede sig til en en beskidt kamp, med cut til begge boksere. Efter de 12 omgange var man ikke i tvivl om hvem der skulle kåres som vinder, da Ward havde stået for fleste rene træffere i kampen, og han fik en sejer med cifrene 120-108 og 118-110x2.